# Králička
Králička – grzbiet górski  w środkowej części Niżnych Tatr na Słowacji. Znajduje się w tzw. Ďumbierskich Tatrach po południowo-wschodniej stronie schroniska Štefánika i ciągnie się od schroniska Štefanika po Malý Gápeľ. Nazwą  Králička określa się także miejsce na tym grzbiecie, w którym znajduje się rozdroże szlaków turystycznych i przełęcz. Miejsce to znajduje się pomiędzy szczytem Besná (1807 m) w grzbiecie Malý Gápeľ a bezimiennym szczytem ok. 1770 m  po południowo-wschodniej stronie schroniska Štefánika. Północne stoki przełęczy Králička opadają do doliny Štiavnica, południowo-zachodnie do doliny Pošova Mlynná.
Králička znajduje się w obrębie Parku Narodowego Niżne Tatry, ponadto północne stoki są objęte dodatkową ochroną – należą do rezerwatu przyrody Dziumbier. Na przełęczy znajduje się hałda czarnych skał.

## Turystyka
Przez Králičkę prowadzi główny grzbietowy szlak Niżnych Tatr – Cesta hrdinov SNP. Dołącza do niego żółty szlak mający swój początek przy drodze krajowej nr 72 powyżej ostatnich zabudowań wsi Vyšná Boca. Rejon przełęczy Kraličká i cały grzbiet od przełęczy po schronisko Štefánika są bezleśne, trawiaste. Dzięki temu rozciąga się z nich szeroka panorama widokowa.
  Čertovica – Lajštroch – Rovienky – Kumštové sedlo – Králička – Schronisko Štefánika. Odległość 8,3 km, suma podejść 742 m, suma zejść 250 m, czas przejścia 3 h (z powrotem 2,30 h).
  Kraličká – Bocianske sedlo – Starobocianska dolina – początek szlaku przy drodze nr 72. Odległość 6 km, suma zejść 745, suma podejść 55 m, czas przejścia 1,50 h (z powrotem 2,25 h).